# Верховный главнокомандующий
Верхо́вный главнокома́ндующий (верховный командующий, главковерх) — высший начальник (командир) вооружённых сил государства (или коалиции государств), обычно в военное время, а иногда и в мирных условиях.
Верховный главнокомандующий облечён также чрезвычайной властью по отношению ко всем гражданским учреждениям и лицам на территории данного государства и театра военных действий (театра войны). Как правило, Верховным главнокомандующим является глава государства. Впервые соответствующий английский термин (commander-in-chief — командир-шеф) был использован королём Англии, Шотландии и Ирландии Карлом I (1625—1649). В некоторых государствах Британского Содружества эту должность замещает генерал-губернатор.

## Верховные главнокомандующие в истории России
Император Всероссийский, согласно статье 14 Основных законов Российской империи, являлся «державным вождём» Российских Вооружённых Сил, ему принадлежало верховное начальствование над всеми сухопутными и морскими вооружёнными силами Российского государства и исключительное право издания указов и повелений «до всего вообще относящегося до устройства вооружённых сил и обороны Российского государства», а также установление ограничений в отношении права жительства и приобретения недвижимого имущества в местностях, которые составляют крепостные районы и опорные пункты для армии и флота. Император объявлял местности на военном или исключительном положении (ст. 15).
Вместе с тем, законодательство Российской империи допускало и существование данной должности как отдельной от должности главы государства. Так, положение о полевом управлении войск в военное время предусматривало, что «Высшее начальствование над всеми сухопутными и морскими силами, предназначенными для военных действий, вверяется Верховному главнокомандующему, если государь не изволит предводительствовать войсками лично» (статья 6), таковой назначался «по непосредственному избранию государя» (то есть самостоятельно Императором, а не по чьему-либо представлению) высочайшим приказом и указом сенату. Верховный главнокомандующий определялся как «высший начальник всех сухопутных и морских вооружённых сил, предназначенных для военных действий» (статья 17), нёс ответственность только перед Императором и подчинялся только ему (ст. 20). На театре военных действий его приказы имели ту же силу, что и Императорские повеления (ст. 17). Главнокомандующий Российскими вооружёнными силами мог, «если к тому располагают военные обстоятельства», заключать и прекращать перемирие с неприятелем, безотлагательно донося об этом Императору, но если в перемирии или его прекращении не представляется «безотлагательной необходимости», то он должен был получать согласие Императора прежде его заключения и прекращения (ст. 25), в переговоры же о мире он без особого о том повеления Императора вступать не мог (ст. 26)
Впервые в российской истории данная должность была замещена 20 июля 1914 года. На неё был назначен Великий князь Николай Николаевич (младший)

Не признавая возможным по причинам общегосударственного характера стать теперь же во главе наших сухопутных и морских сил, предназначенных для военных действий, признали мы за благо всемилостивейше повелеть нашему генерал-адъютанту, главнокомандующему войсками гвардии и Петербургского военного округа, генералу от кавалерии Его Императорскому Высочеству Великому Князю Николаю Николаевичу быть Верховным Главнокомандующим.
— Именной высочайший указ, императора Николая II, данный Правительствующему Сенату 20 июля 1914 года

### Первая мировая война
Во время Первой мировой войны эту должность занимали:
- Генерал-адъютант, генерал от кавалерии Великий князь Николай Николаевич (20 июля 1914 – 23 августа 1915).
- Император, полковник гвардии Николай II (23 августа 1915 – 2 марта 1917).

2 марта 1917 года Николай II, перед своим отречением, назначил Верховным главнокомандующим Великого князя Николая Николаевича. Великий князь прибыл в Ставку в Могилёв, но после совещания с М. В. Алексеевым, который был назначен главковерхом постановлением Временного правительства, был вынужден «отказаться» от этой должности.
- Генерал-адъютант, генерал от кавалерии великий князь Николай Николаевич (2 – 9 марта 1917)[6]
- Генерал от инфантерии Михаил Васильевич Алексеев (11 марта – 21 мая 1917) (временно исправляющий должность 11 марта – 2 апреля 1917)[7].
- Генерал от кавалерии Алексей Алексеевич Брусилов (22 мая – 19 июля 1917).
- Генерал от инфантерии Лавр Георгиевич Корнилов (19 июля – 27 августа 1917).

После отстранения Корнилова от должности Верховного главнокомандующего Керенский предлагал эту должность генерал-лейтенанту Александру Сергеевичу Лукомскому и генералу от инфантерии Владиславу Наполеоновичу Клембовскому, однако оба этих военных деятеля отказались от предложения Керенского.
- Министр-председатель Временного правительства, военный и морской министр Александр Фёдорович Керенский (30 августа – 3 ноября 1917).
- Генерал-лейтенант Николай Николаевич Духонин (3 – 20 ноября 1917) (исполняющий обязанности).
- Прапорщик Николай Васильевич Крыленко (20 ноября 1917 – 5 марта 1918).
- Генерал-лейтенант Василий Георгиевич Болдырев (24 сентября – 18 ноября 1918).

В Советской России связи с реорганизацией управления армией и флота после подписания большевиками Брестского мирного договора должность Верховного главнокомандующего была ликвидирована. 
В вооружённых силах Российского государства должность была восстановлена с 24 сентября 1918 года.
В соответствии с руководящими документами того периода Верховный главнокомандующий руководил только действующей армией и флотом.

### В годы гражданской войны и интервенции
В годы Гражданской войны:
Верховные главнокомандующие вооружённых сил Советской России
- Иоаким Иоакимович Вацетис (1 сентября 1918 — 9 июля 1919).
- Сергей Сергеевич Каменев (9 июля 1919 — 28 апреля 1924). С 28 августа 1923 года — Главнокомандующий Вооруженными Силами СССР.

В связи с переходом от коллегиального управления армией к централизованному должность Главнокомандующего ликвидирована.
Верховные Главнокомандующие вооружённых сил Российского государства
- Генерал-лейтенант Василий Георгиевич Болдырев (24 сентября 1918 — 18 ноября 1918).
- Адмирал Александр Васильевич Колчак (18 ноября 1918 — 4 января 1920).

После ареста и расстрела адмирала Колчака верховное главнокомандование формально перешло А. И. Деникину.

### СССР
В Союзе ССР 8 августа 1941 года, в ходе Великой Отечественной войны, Верховным Главнокомандующим Вооружёнными Силами СССР был назначен Иосиф Виссарионович Сталин. Иосиф Сталин продолжал занимать эту должность и в мирное время.
В 1955—1990 годах Верховным Главнокомандующим неофициально называли председателя Совета обороны СССР.
Законом СССР, от 14 марта 1990 года, № 1360-I в Конституцию СССР была внесена глава 15.1. «Президент СССР» и, в соответствии с ним, Президент СССР являлся Верховным Главнокомандующим Вооружёнными Силами СССР.
15 марта 1990 года Президентом СССР был избран М. С. Горбачёв, который и стал Верховным Главнокомандующим по высшей должности в Союзе.
25 декабря 1991 года Президент СССР (перед уходом в отставку) издал Указ № УП-3162 «О сложении Президентом СССР полномочий Верховного Главнокомандующего Вооружёнными Силами СССР и упразднении Совета обороны при Президенте СССР» в котором говорилось «В связи с уходом в отставку с поста Президента СССР слагаю с себя полномочия Верховного Главнокомандующего Вооруженными Силами СССР».

### Россия
В России, согласно статье 87 Конституции Российской Федерации, Верховным главнокомандующим Вооружёнными силами Российской Федерации является Президент Российской Федерации.
7 мая 1992 года Президент Российской Федерации Борис Ельцин издал Указ № 467 «О вступлении в должность Верховного Главнокомандующего Вооружёнными Силами Российской Федерации». Полномочия Президента, как Верховного Главнокомандующего, закреплены Законом Российской Федерации от 9 декабря 1992 года № 4061-I «Об изменениях и дополнениях Конституции (Основного Закона) Российской Федерации — России», который вступил в силу с момента опубликования в «Российской газете» 12 января 1993 года. 25 декабря 1993 года вступила в силу Конституция Российской Федерации, которая подтвердила за Президентом Российской Федерации статус Верховного Главнокомандующего.
- Борис Ельцин (7 мая 1992 года — 31 декабря 1999 года).
- Виктор Черномырдин (ВрИО, 5 ноября 1996 — 6 ноября 1996).
- Владимир Путин (31 декабря 1999 года — 7 мая 2008 года и с 7 мая 2012 года).
- Дмитрий Медведев (7 мая 2008 года — 7 мая 2012 года).

## Азербайджан
Верховным главнокомандующим Азербайджанскими вооружёнными силами является Президент Азербайджанской Республики.

## Индия
Верховным главнокомандующим индийскими вооружёнными силами является Президент Индии.

## Иран
В соответствии со статьёй 110 Конституции Ирана Верховным главнокомандующим Вооружёнными силами страны является Высший руководитель Ирана (рахбар), который обладает практически неограниченными полномочиями во всех военных и военно-политических вопросах.
Он правомочен объявлять войну, мир и всеобщую мобилизацию. Он осуществляет назначение, смещение и принятие отставки высших военачальников.
Ему подчиняется высший совет национальной безопасности.

## Казахстан
Верховным главнокомандующим Вооружёнными силами Республики Казахстан является Президент Казахстана, который осуществляет общее руководство строительством, подготовкой и применением военной организации, обеспечением военной безопасности государства.

## Польша
Должность Верховного Главнокомандующего Войска Польского — высшую в Войске Польском — занимает Президент Польши, согласно статье 134 и главе 4 (от 2 апреля 1997 года). С 1917 года он назначается только во время войны по предложению Президиума Совета Министров.

## Таджикистан
Верховным главнокомандующим Вооружёнными Силами Таджикистана является Президент Республики Таджикистан.

## Туркменистан
Согласно статье 53 Конституции Туркмении президент Туркмении является Верховным главнокомандующим Вооружёнными силами Туркмении, отдаёт распоряжения о всеобщей или частичной мобилизации, использовании Вооружённых сил, изменении их мест дислокации, приведении их в боевое состояние, назначает высшее командование Вооружённых сил, руководит деятельностью Совета государственной безопасности Туркмении.

## Украина
В соответствии со статьёй 106 Конституции Украины Президент Украины является Верховным главнокомандующим Вооружённых Сил Украины; назначает на должности и освобождает от должностей высшее командование Вооружённых Сил Украины, иных воинских формирований; осуществляет руководство в сферах национальной безопасности и обороны государства.

## Южная Корея
Верховным главнокомандующим южнокорейскими вооружёнными силами является Президент Кореи.

## Германия

### Германская империя
Баварская армия (вооружённые силы) образовывала самостоятельную часть Германской имперской армии и имела особое от Германской империи Управление, под верховным командованием (начальством) короля Баварии, в мирное время, а в военное время находилась под верховным командованием (начальством) Германского императора (в мирное время император имел право инспектировать Баварские вооружённые силы, но не предписывать никаких перемен).
Во время Первой мировой войны в Германской империи Верховным Главнокомандующим номинально был кайзер Вильгельм II, а фактически — так называемое «верховное руководство армии» во главе с начальником генерального штаба.

### Нацистская Германия
В нацистской Германии верховным главнокомандующим согласно закону был глава государства .Вплоть до мая 1945 должность верховного главнокомандующего всеми германскими вооруженными силами занимал Адольф Гитлер , а после его самоубийства эту должность занял Карл Дёниц.

### Современная Германия (ФРГ)
Министр обороны Федеративной республики Германия командует национальной армией страны.